# 5247 Krylov
5247 Krylov (1982 UP6) là một tiểu hành tinh vành đai chính được phát hiện ngày 20 tháng 10 năm 1982 bởi L. G. Karachkina ở Nauchnyj.